# Helictotrichon versicolor
Helictotrichon versicolor là một loài thực vật có hoa trong họ Hòa thảo. Loài này được (Vill.) Schult. & Schult.f. mô tả khoa học đầu tiên năm 1827.